# Witold Urbanowicz (generał)
Witold Aleksander Urbanowicz (ur. 30 marca 1908 w Olszance, zm. 17 sierpnia 1996 w Nowym Jorku) – generał brygady, pilot Wojska Polskiego, podpułkownik (ang. Wing Commander) Królewskich Sił Powietrznych, as myśliwski, pamiętnikarz, dowódca dywizjonu 303.

## Życiorys
Witold Aleksander Urbanowicz urodził się 30 marca 1908 w Olszance koło Suwałk, w rodzinie Antoniego, rolnika, i Bronisławy z Jurewiczów. Był najmłodszym z czwórki rodzeństwa. 1 września 1925 roku rozpoczął naukę w Korpusie Kadetów Nr 2 w Modlinie, a od następnego roku w Chełmnie.
Maturę zdał w Korpusie Kadetów w 1930 roku i 16 października wstąpił do Szkoły Podchorążych Lotnictwa w Dęblinie, którą ukończył w 1932 roku, w wieku 24 lat (VI promocja, 34. lokata). Jako podporucznik obserwator został skierowany do służby w nocnym dywizjonie bombowym 1 pułku lotniczego w Warszawie, został przydzielony do 213 eskadry niszczycielskiej nocnej. W 1933 roku ukończył kurs pilotażu, a następnie Kurs Wyższego Pilotażu w Grudziądzu, po czym został przeniesiony do lotnictwa myśliwskiego. Już jako pilot latał w eskadrach: 113, a następnie 111 „Kościuszkowskiej”. Po tym, jak drugą z nich przeniesiono tymczasowo do bazy przy granicy z ZSRR z zadaniem odpędzania samolotów rozpoznawczych WWS naruszających polską przestrzeń powietrzną, Urbanowicz miał w sierpniu 1936 roku zaliczyć swe pierwsze zwycięstwo w walce powietrznej (gdy ponawiane ostrzeżenia nie dały rezultatu, miał zestrzelić samolot, prawdopodobnie rozpoznawczy R-5, tłumacząc później, że odpowiedział na wrogi ogień) . Ten i inne incydenty, w których zachował bezkompromisową, „niedyplomatyczną” postawę (m.in. srogie potraktowanie Willego Messerschmitta, przyłapanego na szpiegowaniu w pobliżu polskiego hangaru wojskowego) zadecydowały o przeniesieniu go do szkolnictwa – do Dęblina na stanowisko instruktora pilotażu (gdzie otrzymał swój przydomek – „Kobra”). Wielu znanych pilotów z okresu II wojny światowej zdobyło pierwsze szlify pod jego okiem. 1 marca 1935 roku został awansowany na porucznika ze starszeństwem z dniem 1 stycznia 1935 roku i 36. lokatą w korpusie oficerów aeronautyki. W marcu 1939, w tym samym stopniu i starszeństwie, zajmował 61. lokatę w korpusie oficerów lotnictwa, grupa liniowa. Pełnił wówczas służbę w Szkole Podchorążych Lotnictwa – Grupa Liniowa na stanowisku dowódcy II plutonu 3. eskadry I dywizjonu.
Wojna zastała Urbanowicza w trakcie ćwiczeń w powietrzu w szkole w Dęblinie. Latając na starym myśliwcu P.7a (w grupie „Ułęż”, wraz z innymi instruktorami ze szkoły), mimo starć z nieprzyjacielem nad Dęblinem i Ułężem, nie zdołał strącić żadnej niemieckiej maszyny. Gdy jego samolot został zniszczony na ziemi, dostał rozkaz doprowadzenia grupy podchorążych do Rumunii, skąd miał odebrać rzekomo dostarczone tam samoloty Morane-Saulnier MS.406 i Hurricane. Wobec niedostarczenia do Rumunii samolotów, Urbanowicz wrócił z granicy do kraju w celu kontynuowania walki. Pochwycony przez oddział Armii Czerwonej, uciekł wraz z dwoma podoficerami tego samego wieczora i po trzech dniach dołączył do swojego oddziału w Rumunii. Został internowany w obozie w Slatinie, skąd niebawem przetransportowano go do Francji. W Istres zakwaterowano go wraz z oddziałem w prymitywnych barakach, nie dając większych nadziei na rychły udział w walce z Niemcami, wobec czego w końcu stycznia 1940 roku Urbanowicz znalazł się w grupie pilotów, która przyjęła zaproszenie wstąpienia do brytyjskich dywizjonów RAF-u i przeniósł się do Wielkiej Brytanii. Podczas tzw. "buntu podchorążych", którzy odmówili złożenia przysięgi na wierność królowi angielskiemu, został włączony w skład grupy mediacyjnej. Jedną z przyjętych hipotez zachowania podchorążych było podejrzenie, że działają pod wpływem Urbanowicza. Ostatecznie spór został zakończony polubownie, bez wpływu na dalszą karierę Witolda Urbanowicza i podchorążych. W Wielkiej Brytanii otrzymał numer służbowy RAF 76735.
4 lipca 1940 roku trafił na przeszkolenie w 1 School of Army Cooperation w Old Sarum, dalsze szkolenie lotnicze kontynuował w 6 Operational Training Unit (OTU). Początkowo został przydzielony do dywizjonu 302, następnie trafił do 601 dywizjonu myśliwskiego RAF. Jako pilot 601 dm, Urbanowicz rozpoczął 4 sierpnia loty operacyjne w bitwie o Anglię. 8 sierpnia strącił pierwszego Messerschmitta Bf 110, ale zwycięstwo to nie zostało zaliczone do oficjalnej statystyki z uwagi na brak oficjalnego raportu z walki oraz sprzeczności w dokumentacji wykonanych lotów przez 601 dm. Został przeniesiony do 145. dywizjonu myśliwskiego RAF, gdzie 11 sierpnia zestrzelił kolejnego Messerschmitta Bf 109. 12 sierpnia zestrzelił jeszcze Ju 88. 21 sierpnia objął dowództwo eskadry „A” w polskim dywizjonie 303. 6 września strącił Bf 109, którego pilotował Hauptmann Joachim Schlichting, dowódca III./JG 27. 7 września, będąc wciąż w randze porucznika, mimo oporów części dowództwa Polskich Sił Powietrznych, został mianowany dowódcą dywizjonu 303 po ciężko poparzonym w walce majorze Krasnodębskim. Tego dnia w ataku na klucz około 40 bombowców strącił Dorniera Do 17 i prawdopodobnie kolejnego Bf 109. 15 września, w dniu uważanym przez wielu za decydujący o wyniku bitwy o Anglię, prowadząc atak dywizjonu na osłanianą przez myśliwce formację 60 bombowców, zaliczył zestrzelenie kolejnych dwóch Do 17. 18 września, z rąk gen. Władysława Sikorskiego, otrzymał Krzyż Srebrny Virtuti Militari. 26 września strącił Heinkla He 111, by nazajutrz osiągnąć swój rekordowy wynik 4 samolotów zestrzelonych jednego dnia – 2 Ju 88, Bf 109 i Bf 110. Powtórzył to osiągnięcie w trzy dni później, strącając trzy „109-ki” i jednego Do 17. 22 października zdał dowództwo dywizjonu 303 por. Hennebergowi.

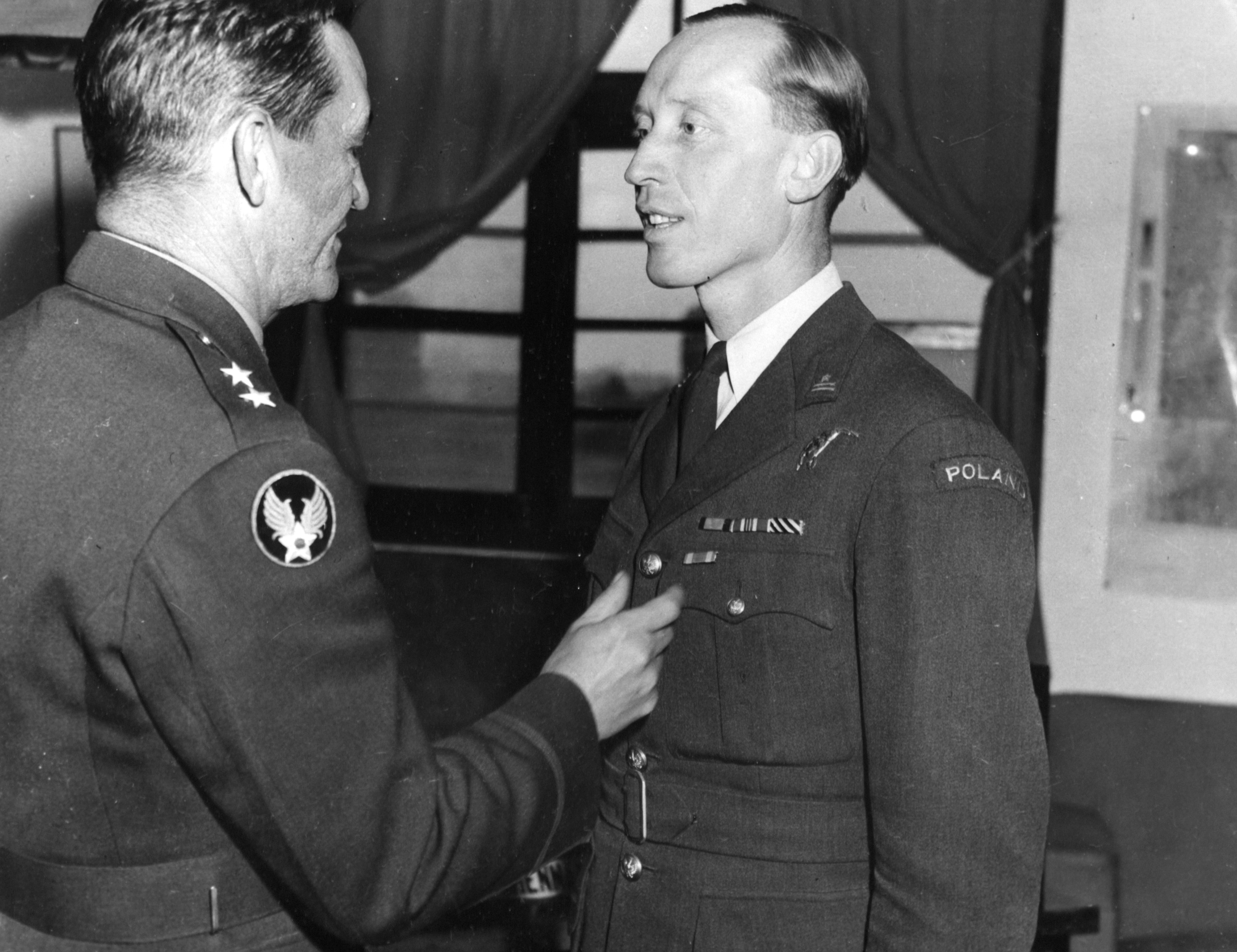
Urbanowicz w styczniu, 1944

Przez pewien czas pracował w dowództwie 11 Grupy Myśliwskiej. Następnie zajął się organizacją 1 Polskiego Skrzydła Myśliwskiego (w jego skład weszły dywizjony 303, 306 i 308), od 15 kwietnia do 30 maja 1941 dowodził tą jednostką. Nie był jednak popularny wśród polskich władz lotniczych i w czerwcu 1941 został odsunięty od latania i wysłany do USA z serią odczytów dla Polonii amerykańskiej w celu naboru ochotników do wojska. Następnie służył w szkolnictwie lotniczym w Wielkiej Brytanii, po czym jesienią 1942 roku został oddelegowany do Waszyngtonu na stanowisko zastępcy attaché lotniczego przy polskiej ambasadzie.
We wrześniu 1943 roku Urbanowicz ochotniczo wstąpił (jako gość) do amerykańskiej 14 Armii Lotniczej walczącej na froncie chińskim. Po krótkotrwałym pobycie w dywizjonach 16 i 74, 23 października 1943 został przydzielony do słynnego dywizjonu 75 (75th Fighter Squadron) 23 Grupy Lotniczej, znanego jako „Latające Tygrysy”. Jako pilot tej jednostki, latając na samolocie P-40N Kittyhawk, Polak zasłużył się w bitwie pod Changde, eskortował bombowce i samoloty transportowe. 11 grudnia nad lotniskiem w Nanchang zestrzelił 2 samoloty japońskie (te zestrzelenia zostały oficjalnie uznane). Prawdopodobnie były to samoloty Nakajima Ki-43.
W grudniu 1943 Urbanowicz powrócił do Wielkiej Brytanii by po krótkim okresie pracy sztabowej zostać ponownie polskim attaché lotniczym w Waszyngtonie. Gdy w lipcu 1945 roku rząd Stanów Zjednoczonych cofnął uznanie Rządowi Polskiemu na Uchodźstwie, płk Urbanowicz przyleciał do okupowanych Niemiec. W październiku 1945 roku został przeniesiony w stan nieczynny. W 1946 roku został mianowany podpułkownikiem.
Po zwolnieniu ze służby pozostał w Stanach Zjednoczonych, gdzie przez rok pracował jako statystyk w American Overseas Airlines (AOA), a od listopada 1946 roku do czerwca 1947 roku sekretarz zarządu Związku Chrześcijańskiej Młodzieży Męskiej w Nowym Jorku. W drugiej połowie 1947 roku jako przedstawiciel AOA i YMCA przebywał w Polsce. Odwiedził wówczas również rodzinną Olszankę i Suwałki, gdzie spotkał się z młodzieżą gimnazjum i Szkoły Podstawowej nr 1. Jak wspominał, w czasie pobytu w Polsce czterokrotnie zatrzymywany był przez funkcjonariuszy Ministerstwa Bezpieczeństwa Publicznego, udało mu się jednak uniknąć więzienia i wyjechać za granicę .

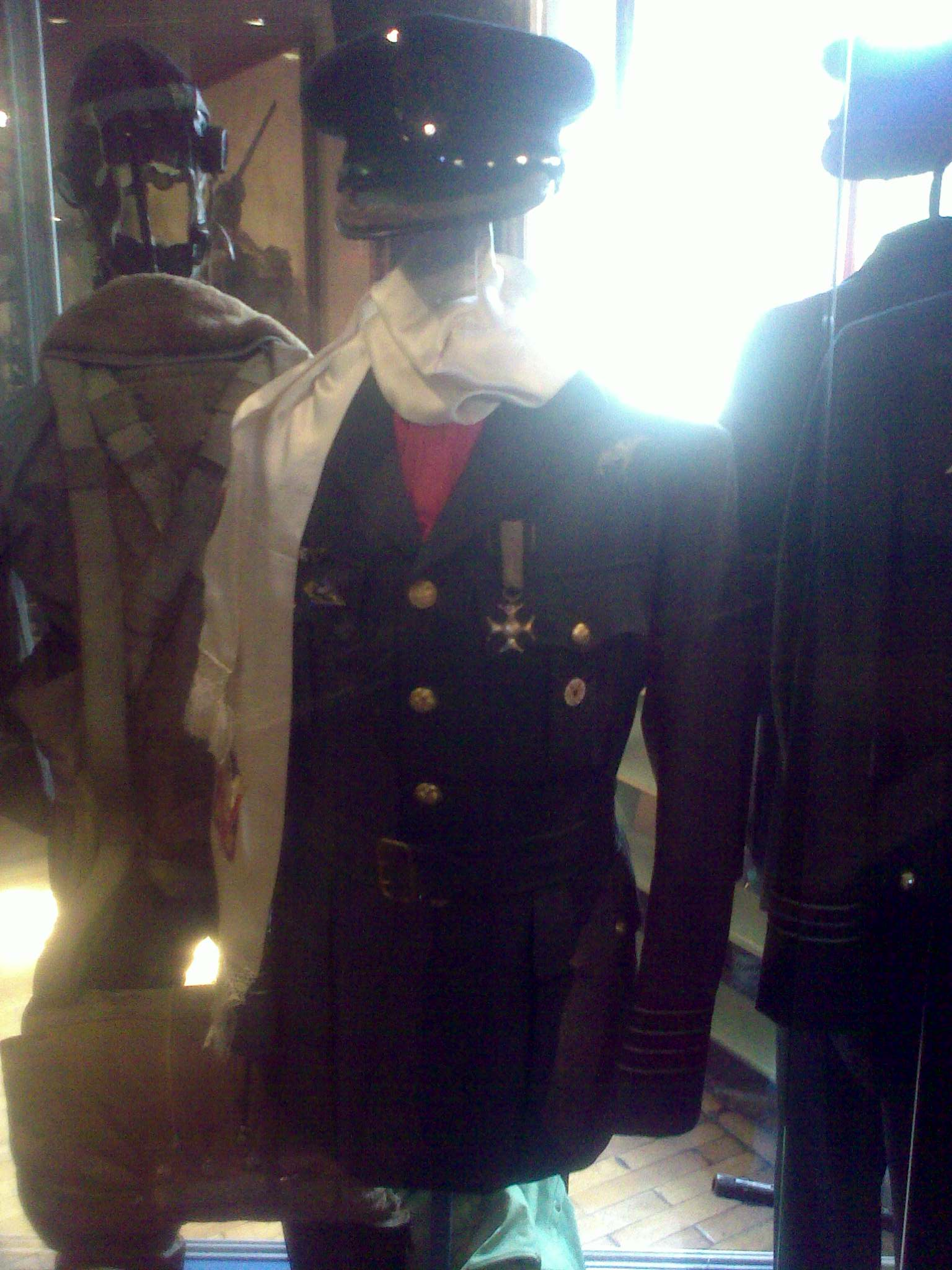
Mundur płk. Witolda Urbanowicza. Na mundurze zawieszony Krzyż Virtuti Militari, odznaka 303 Dywizjonu Myśliwskiego, Odznaka XIV Floty Lotniczej USA „Latające Tygrysy”, chińska Odznaka Pilota, Szalik noszony w Chinach (biały), szalik noszony w Dywizjonie 303 (czerwony). Ze zbiorów Muzeum Wojska Polskiego w Warszawie

Osiadł wraz z rodziną w Nowym Jorku, gdzie w następnych latach pracował w American Airlines, Eastern Airlines i Republic Aviation jako „production control executive”. Władze RP na uchodźstwie mianowały go pułkownikiem ze starszeństwem z 1 stycznia 1964 roku . W 1973 roku przeszedł na emeryturę. Do 1994 był konsultantem w amerykańskim przemyśle lotniczym. W czerwcu 1991 roku przyjął ofertę przyjazdu do kraju. 11 listopada 1995 roku, podczas kolejnej wizyty, Prezydent RP Lech Wałęsa mianował go generałem brygady.
Zmarł w szpitalu amerykańskich weteranów na Manhattanie. Pochowany na cmentarzu Our Lady of Czestochowa w Doylestown, Pensylwania, USA.
Witold Urbanowicz zasłynął jako dowódca najlepszego dywizjonu myśliwskiego bitwy o Anglię w jej decydującej fazie. Z wynikiem 15 pewnych i jednego prawdopodobnego zestrzelenia jako jedyny Polak znalazł się w pierwszej dziesiątce najskuteczniejszych pilotów alianckich tej bitwy. Według oficjalnej statystyki, z wynikiem 17 pewnych i jednego prawdopodobnego zestrzelenia, znajduje się na drugim miejscu na liście najskuteczniejszych polskich asów myśliwskich (za Stanisławem Skalskim). Sam Urbanowicz podawał inną liczbę swoich zwycięstw powietrznych. Tak pisał na ten temat: „Pytano mnie nieraz o moje konto zestrzeleń w czasie II Wojny. Różne źródła podają różne cyfry, więc przedstawiam stan faktyczny. W bitwie o Wielką Brytanię zestrzeliłem 17 samolotów, na Dalekim Wschodzie 11, z czego 6 samolotów w czasie walk, natomiast 5 samolotów podczas ataków na lotniska japońskie w Chinach i na Tajwanie, w momencie ich startu lub lądowania. Po powrocie z Chin w roku 1944 dokumenty złożyłem w Polskim Inspektoracie Lotnictwa w Londynie”. Był mistrzem pilotażu. Sam twierdził, że nigdy żadna wroga kula nie trafiła w jego samolot. Miał także doskonały ogląd sytuacji w powietrzu („Dla mnie pułkownik Urbanowicz był jak swami [hinduski mistrz] – wyznał jeden z amerykańskich pilotów 75 Dyw. – Po walce wymieniał tyle szczegółów, że wierzyć się nie chciało. Widział wszystko, co się zdarzyło i co każdy z nas robił”).
Urbanowicz opublikował kilka książek, poświęconych wspomnieniom z wojny (Początek jutra – Kraków 1966, Świt zwycięstwa – Kraków 1971, Ogień nad Chinami – Kraków 1963).

## Współpraca z komunistycznym wywiadem
17 sierpnia 1947 roku Urbanowicz wypłynął na pokładzie MS „Batory” do Polski. Oficjalnie zamierzał odwiedzić rodzinę oraz zebrać informacje do odczytów w USA o sytuacji w Polsce. Jego pobyt w Polsce znalazł się w zainteresowaniu komunistycznego Urzędu Bezpieczeństwa. Wg informacji zawartych w dokumentach przechowywanych w Instytucie Pamięci Narodowej Urbanowicz został zatrzymany w Warszawie w nocy z 4 na 5 października w wyniku awantury w restauracji „Europejska”. Zgodnie z oświadczeniem Urbanowicza, było to pierwsze z czterech zatrzymań. Ostatnie miało miejsce 25 listopada w Gdańsku. Podczas kontroli celnej w jego bagażu znaleziono obraz, który nie podlegał wywiezieniu z terenu Polski. 1 grudnia opuścił areszt ale ceną za to było podpisanie deklaracji o zachowaniu w tajemnicy treści rozmów z przedstawicielami II Oddziału Sztabu Generalnego WP oraz zobowiązania do współpracy z II Oddziałem jako współpracownik o pseudonimie „Lok”.
Na terenie USA z Urbanowiczem w marcu 1948 roku współpracę nawiązał mjr Alfons Olkiewicz. Oficer komunistycznego wywiadu oceniał, że Urbanowicz jest krytycznie nastawiony do środowiska Polonii oraz że, z powodów osobistych, nienawidzi rządu na uchodźstwie. Materiały przekazywane przez Urbanowicza oceniano jako niskiej wartości ale otrzymywał za nie wynagrodzenie aby stworzyć mu materialne warunki do rozbudowy jego kontaktów w amerykańskim przemyśle lotniczym.
W listopadzie 1949 roku przeprowadzono ostatnią rozmowę z Urbanowiczem przed powrotem Olkiewicza do Polski. W 1951 roku miała miejsce dekonspiracja część siatki wywiadowczej na skutek przejścia na stronę Amerykanów pracownika attache wojskowego w Waszyngtonie co zamroziło kontakty rezydentury z agenturą na terenie USA. W 1957 roku przystąpiono do odtwarzania polskiej siatki wywiadu na terenie Stanów Zjednoczonych. Oficerowie wywiadu byli świadomi, że Urbanowicz może nie być zainteresowany wznowieniem współpracy – jego sytuacja materialna uległa znacznej poprawie, a deklarowane poglądy oscylowały w kierunku antykomunistycznych. Dodatkowo w 1958 roku przeszedł na stronę USA płk Paweł Montar, który wiedział o współpracy Urbanowicza z wywiadem komunistycznej Polski.
18 listopada 1958 roku teczka współpracownika Lok została zniszczona. Urbanowicz został objęty rozpracowaniem wstępnym o kryptonimie CX-3 jako osoba podejrzana o współpracę z wywiadem amerykańskim. Rozpracowanie Urbanowicza zakończono w 1967 roku z braku możliwości nawiązania z nim kontaktu.

## Upamiętnienia

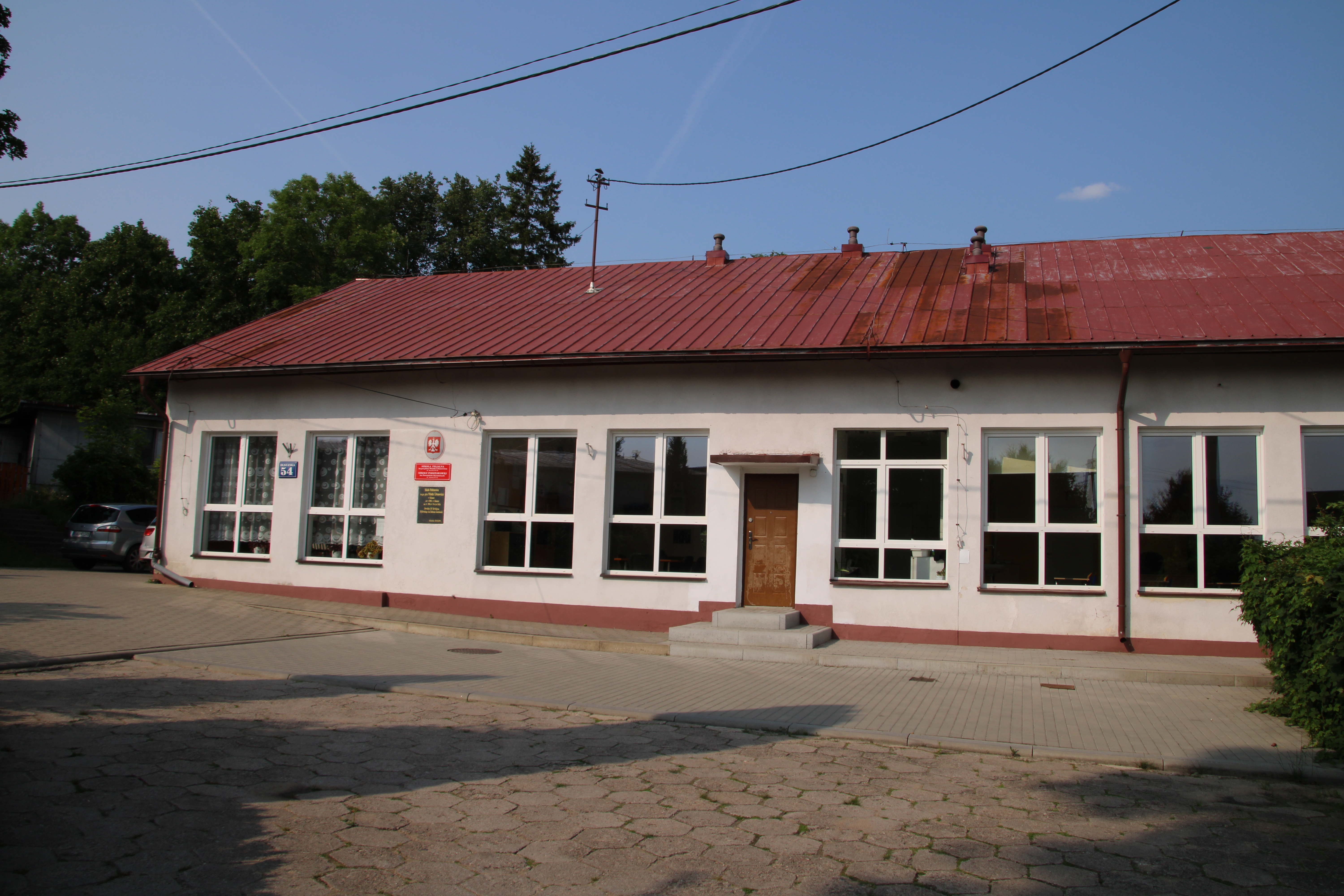
Szkoła Filialna w Olszance im. Witolda Urbanowicza

W 2006 roku Szkoła Podstawowa w Olszance przyjęła imię generała.
15 października 2010 szkoły wchodzące w skład Zespołu Szkół nr 3 w Suwałkach, tj. Gimnazjum nr 5 z Oddziałami Integracyjnymi oraz IV Liceum Ogólnokształcące przyjęły imię generała brygady pilota Witolda Urbanowicza. 19 października 2018 r. został patronem Szkoły Podstawowej nr 11 z Oddziałami Integracyjnymi w Suwałkach.
Od 27 stycznia 2011 roku imię gen. bryg. pil. Witolda Urbanowicza nosi 4 Skrzydło Lotnictwa Szkolnego w Dęblinie.
Wizerunek pilota został umieszczony na samolocie myśliwskim MiG-29 nr 40 z 23 Bazy Lotnictwa Taktycznego. Samolot uległ zniszczeniu w katastrofie 4 marca 2019.
9 listopada 2017 r. został patronem ulicy na terenie dzielnicy Bemowo w Warszawie w miejsce gen. Sylwestra Kaliskiego, jednak już 7 grudnia 2018 Naczelny Sąd Administracyjny przywrócił ulicy (wraz z kilkudziesięcioma innymi zmienionymi nazwami ulic) dawną nazwę gen. Sylwestra Kaliskiego.
29 czerwca 2024 r. suwalskiemu lotnisku nadano nazwę „Lotnisko Suwałki imienia gen. bryg. pil. Witolda Urbanowicza”.

## Ordery i odznaczenia
- Krzyż Srebrny Orderu Wojskowego Virtuti Militari – 23 grudnia 1940 – nr 8820[51][52]
- Krzyż Walecznych „za czyny męstwa i odwagi wykazane w wojnie rozpoczętej 1 września 1939 roku” czterokrotnie – 1940
- Medal Lotniczy – trzykrotnie
- Polowa Odznaka Pilota
- amerykański Zaszczytny Krzyż Lotniczy[52]
- brytyjski Zaszczytny Krzyż Lotniczy – 30 października 1940[52]
- amerykański Medal Lotniczy – 1944
- chiński Krzyż Lotniczy – 1944